# Babalous
Babalous (Les Babalous) è una serie animata franco-canadese, basata sui racconti di Jean-Luc Morel e i disegni di Daniel Orgeval, e prodotta da France Animation, Cinar, France 3 e Ravensburger fra il 1995 e il 1999 per la regia di Rémy Husson.
In Italia sono stati trasmessi su Rai 3 all'interno dei programmi Melevisione e È domenica papà. La serie è composta da 130 episodi ciascuno della durata di 5 minuti e si divide in due stagioni: I Babalous e I Babalous in vacanza. La serie nel 1995 ha vinto il premio Pulcinella d'argento come miglior programma per bambini fino ai sei anni.

## Trama
Quando la famiglia del piccolo Kevin dorme, gli oggetti di casa prendono vita e affrontano avventure in cucina, in garage, in soffitta o in giardino. Questi oggetti animati prendono il nome di Babalous e sono composti da Matitino, Spazzolina, Cucchiaina, Forchetta, Salviettino, Salvietta, Spugna, Scodella, Teiera, Pantofola, Sveglia, Orsetto, Paletta, Canna da pesca, Cacciavite, Martello e tanti altri personaggi che di volta in volta entreranno sulla scena. Trascorse le sette ore, i Babalous devono obbligatoriamente ritornare ai loro posti, prima che gli esseri umani possano accorgersi della loro presenza animata.
I Babalous vanno spesso in vacanza insieme ai loro proprietari, in quanto si portano da casa parecchi accessori, come scodelle, cucchiai e forchette. Qui i Babalous vivranno delle emozionanti avventure in luoghi esotici e paesaggi insoliti. I cartoni animati dei Babalous si rivolgono ai bambini di età prescolare in quanto hanno dei contenuti pedagogici ed educativi, come quello di insegnare l'utilizzo degli oggetti che servono per mangiare, lavarsi, pettinarsi e svolgere altre attività quotidiane.

## Lista episodi
| N° | Titolo italiano                       |
| -- | ------------------------------------- |
| 1  | Amici e amiche                        |
| 2  | Il ballo del granchio                 |
| 3  | La fonduta                            |
| 4  | Il sogno di Pantofola                 |
| 5  | Il baby blues                         |
| 6  | Una scommessa stupida                 |
| 7  | Io so fare tutto                      |
| 8  | Una corsa particolare                 |
| 9  | La riscossa di Pantofola              |
| 10 | I Babalous infermieri                 |
| 11 | L'abominevole uomo di paglia          |
| 12 | Il fantasma di Scodella               |
| 13 | Il lavoro di Spazzolina               |
| 14 | La signora Bussola                    |
| 15 | Incidenti                             |
| 16 | Uova di Pasqua                        |
| 17 | Salviamo la spiaggia                  |
| 18 | Che caldo                             |
| 19 | Gioielleria al chiaro di luna         |
| 20 | La notte dei sosia                    |
| 21 | Gli avventurieri della stella perduta |
| 22 | Due fanno una coppia                  |
| 23 | Un Babalou di troppo                  |
| 24 | A ciascuno le sue nocciole            |
| 25 | La bottiglia nel mare                 |
| 26 | Il grande volo                        |
| 27 | Una luce nella notte                  |
| 28 | Lo Yeti                               |
| 29 | Le buone maniere                      |
| 30 | La mappa del tesoro                   |
| 31 | Il fiore                              |
| 32 | Il volo di Sveglia                    |
| 33 | Il quadrifoglio                       |
| 34 | Viva la libertà                       |
| 35 | Il principe                           |
| 36 | Il paese dei Babalous                 |
| 37 | Attenzione ai funghi                  |
| 38 | Litigi tra Babalous                   |
| 39 | L'artista                             |
| 40 | Non è facile essere un coltello       |
| 41 | Una dura sosta                        |
| 42 | Victor                                |
| 43 | Il maialino                           |
| 44 | Libretto perde la memoria             |
| 45 | La scottatura                         |
| 46 | Qua qua                               |
| 47 | Il corteggiatore                      |
| 48 | Il gallo                              |
| 49 | Il temporale                          |
| 50 | La furia delle api                    |
| 51 | Chi ha visto Forchetta?               |
| 52 | Cartelli                              |
| 53 | Joe                                   |
| 54 | Brividi sulla neve                    |
| 55 | Il bagno di mezzanotte                |
| 56 | Il castello                           |
| 57 | Il bucato                             |
| 58 | I capelli                             |
| 59 | Non toccate Salvadanaio               |
| 60 | Specchio, specchio delle mie brame    |
| 61 | Ritmo nel sangue                      |
| 62 | Il cinema                             |
| 63 | Gli esploratori                       |
| 64 | L'accampamento                        |
| 65 | Un Babalou che ha naso                |

## Doppiaggio
| Personaggio    | Doppiatore italiano |
| -------------- | ------------------- |
| Matitino       | Laura Latini        |
| Spazzolina     | Maura Cenciarelli   |
| Cucchiaina     | Ilaria Latini       |
| Forchetta      | Mirella Pace        |
| Scodella       | Fabrizio Mazzotta   |
| Pantofola      | Paola Majano        |
| Sveglia        | Luca Dal Fabbro     |
| Paletta        | Laura Lenghi        |
| Canna da pesca | Neri Marcorè        |
| Cacciavite     | Corrado Conforti    |
| Martello       | Angelo Maggi        |